# Teodisclo (obispo de Sevilla)
Para otros personajes históricos del mismo nombre, véase Teodisclo.
Teodisclo fue un personaje ficticio de la historia visigótica de España inventado en el siglo XIII por Lucas de Tuy; según este, siendo obispo metropolitano de Sevilla en el siglo VII, tergiversó las obras literarias de su antecesor Isidoro para adaptarlas al adopcionismo, y acusado de herejía, fue depuesto del episcopado y desterrado, tras lo cual marchó a África y se convirtió al islam. 
Considerado como un personaje real durante varios cientos de años, las dudas sobre su autenticidad se fueron sucediendo hasta que a mediados del siglo XVIII Enrique Flórez demostró su inexistencia.

## Los hechos tal como fueron relatados
Según dejó escrito Lucas de Tuy, Teodisclo era de origen griego, elocuente y políglota, aunque «sub ovina pelle lupus voracissimus» (lobo muy voraz con piel de oveja). Habiendo sucedido en la diócesis sevillana al obispo Isidoro hacia el año 636, tomó algunas obras literarias de este todavía no publicadas, las modificó para adaptarlas a su línea de pensamiento religioso, retratando a Jesucristo no como una persona de la Santísima Trinidad, sino como hijo adoptivo de Dios, y las envió a Avicena para ser traducidas al árabe. 
Debido a sus ideas heréticas Teodisclo fue depuesto del episcopado en un concilio celebrado en tiempos del rey Chindasvinto, y tras ser desterrado del reino visigodo de Toledo apostató y marchó a África, donde se convirtió a la religión musulmana. 
Según la tradición, la puerta por la que salió de la ciudad quedó cerrada para siempre.
| «No hay error en que no caiga quien perdió la luz del cielo». |

Como consecuencia de este episodio el rey, con la anuencia del papa Teodoro I o Martín I, trasladó la primacía de la provincia eclesiástica Carthaginense desde Sevilla, donde había estado hasta entonces, a Toledo. 

## El obispo Teodisclo en la historiografía

### El origen de su historia
La primera mención conocida de Teodisclo en la historiografía apareció hacia 1236 en el tercer libro del Chronicon Mundi compuesto por Lucas de Tuy, donde este relata la historia como proveniente de los escritos que dejara san Ildefonso, muerto en 667. 
Pocos años después de salir a la luz la crónica del tudense, la historia de Teodisclo fue incluida casi con las mismas palabras en De rebus Hispaniae de 
Rodrigo Jiménez de Rada 
y en la Estoria de España escrita por encargo de Alfonso X, 
y en los siglos siguientes la repitieron tal cual numerosos historiadores, entre ellos 
la Crónica geral de Espanha de 1344,
Juan Magno,
Pere Antoni Beuter, 
Florián de Ocampo y su continuador 
Ambrosio de Morales,
Gonzalo de Illescas,
Alonso Morgado,
Francisco de Padilla,
Baronio,
Jerónimo Román de la Higuera en el falso cronicón atribuido a Luitprando,
Daniel Pareus,
Esteban de Garibay,
Rodrigo Caro,
Alfonso Sánchez,
Gil González Dávila,
Antonio Quintanadueñas,
Garma y Durán. o 
Giuseppe Agostino Orsi.

### Las dudas
Algunos autores, como fue el caso de Juan de Mariana,
Diego de Saavedra Fajardo, 
o Enrique Vaca de Alfaro, 
ya hicieron constar el anacronismo de hacer contemporáneos a Teodisclo y a Avicena, separados por trescientos años, 
o el de que se convirtiera al Islam en África, cuando el imperio islámico no llegó a esta región hasta cerca del año 647 durante el califato de Uthman Ibn Affan, como apuntó 
Adrianus Reeland. 
Otros pusieron en duda que la primacía de Toledo tuviese su origen en este episodio, pues no era lógico suponer que se tomaran represalias contra la diócesis por la herejía de su obispo; entre éstos estuvieron  
Pedro de Alcocer,
Tomás Tamayo de Vargas,
Diego de Castejón y Fonseca o 
Gerónimo de la Concepción. 
Otros más, como 
Juan Vaseo o Gregorio de Argaiz, 
lo mencionaron no como sucesor de Isidoro, sino de Honorato († 641), ante la evidencia de que éste fue sucesor de aquel, como consta en su epitafio en la catedral de Sevilla. 
Algún otro desconfió abiertamente de la veracidad de toda la historia, como lo hizo Pablo de Espinosa de los Monteros.

### La impugnación
Sin embargo fue Enrique Flórez quien a mediados del siglo XVIII en su España sagrada desmintió explícitamente toda la historia, demostrando la imposibilidad cronológica de que la crónica atribuida a san Ildefonso («un montón de fábulas») fuera realmente obra suya, negando la existencia del breve papal por el que se trasladó la primacía a Toledo y calificando a Teodisclo como personaje inexistente y fingido.  
Las razones que adujo fueron que entre la supuesta existencia de este obispo y su primera aparición en las crónicas pasaron seiscientos años sin que ningún otro historiador lo mencionase, cosa extraña habida cuenta del escándalo que en su tiempo debió suponer un episodio semejante; 
su presencia no consta en el episcopologio sevillano del Códice Emilianense, ni en el Chronicon de Isidoro Pacense del año 754, 
ni lo mencionaron en sus escritos Beato de Liébana ni Eterio de Osma, que a finales del s. VIII impugnaron las posturas adopcionistas de Elipando de Toledo. 
Tampoco se hace referencia a la deposición de Teodisclo en los concilios de Toledo VI, VII y VIII, celebrados respectivamente en 638, 646 y 653, en cuyas suscripciones firman como obispos hispalenses Honorato y Antonio. 
Se supone que si la historia de Teodisclo fuera cierta, su destitución debiera constar en las actas del concilio donde se llevó a cabo, como ocurrió con el arzobispo bracarense Potamio, que fue relevado de la diócesis en el concilio X de Toledo del año 656 por haber mantenido relaciones sexuales con una mujer, o con el toledano Sisberto, que en el XVI concilio del 693 fue desterrado por conspirar contra el rey Égica.
Flórez sugirió que el episodio fue inventado con posterioridad a la reconquista de Toledo, cuando varias diócesis de la península ibérica pleiteaban ante la Santa Sede por obtener la primacía. 
Ya en el siglo XXI, Peter Linehan
y Emma Falque 
confirmaron esta sospecha, conviniendo en que Lucas de Tuy fingió toda la historia y la presentó falsamente bajo la autoridad de san Ildefonso para hacerla servir como argumento en favor de la diócesis de Sevilla en las disputas que acerca de la primacía se tenían en aquellos tiempos, y que Jiménez de Rada, imposibilitado de comprobar el original atribuido al santo, repitió la historia dando crédito al engaño del tudense.